# Piaski Szlacheckie
Piaski Szlacheckie (dawn. Piaski Ziemiańskie)– wieś w Polsce położona w województwie lubelskim, w powiecie krasnostawskim, w gminie Gorzków.
W latach 1975–1998 miejscowość położona była w województwie zamojskim.
Wieś stanowi sołectwo gminy Gorzków. Według Narodowego Spisu Powszechnego (III 2011 r.) wieś liczyła 324 mieszkańców.
Wierni Kościoła rzymskokatolickiego należą do parafii św. Zofii w Tarnogórze.

## Historia
W miejscowości znajduje się kaplica, należąca do parafii św. Zofii w Tarnogórze, będąca przed II wojną światową kuźnią należącą do rodziny Jakowickich.
Świadkowie Jehowy Marianna i Józef Borzęccy z Piask Szlacheckich zostali odznaczeni medalami Sprawiedliwy wśród Narodów Świata. Pomogli oni w ukrywaniu się Gitli Szarf i jej trzem córkom, oferując schronienie oraz fałszywe dokumenty.

## Zani ludzie urodzeni w miejscowości
- Antoni Patek – ur. 14 czerwca 1812, założyciel firmy Patek Philippe